# Happy Tears
Pour plus de détails, voir Fiche technique et Distribution.
Happy Tears est un film américain réalisé par Mitchell Lichtenstein, sorti en 2009.

## Synopsis
Deux sœurs se retrouvent pour s'occuper de leur père malade.

## Fiche technique
- Titre : Happy Tears
- Réalisation : Mitchell Lichtenstein
- Scénario : Mitchell Lichtenstein
- Musique : Robert Miller
- Photographie : Jamie Anderson
- Montage : Joe Landauer
- Production : Mitchell Lichtenstein et Joyce Pierpoline
- Société de production : Pierpoline Films, Susceptible et Talent Beach Productions
- Société de distribution : Roadside Attractions (États-Unis)
- Pays :  États-Unis
- Genre : Comédie dramatique
- Durée : 92 minutes
- Dates de sortie : 
  -  Allemagne : 11 février 2009 (Berlinale)
  -  États-Unis : 19 février 2010

## Distribution
- Parker Posey : Jayne
- Demi Moore : Laura
- Rip Torn : Joe
- Ellen Barkin : Shelly
- Christian Camargo : Jackson
- Victor Slezak : Eli Bell
- David L. King : Dr. Sims
- Richard Barlow : Mitch
- Billy Magnussen : Ray
- Susan Blommaert : Mallory
- Benjamin Brandreth : Ben
- Mikey Iles : Mike
- Max Iles : Max
- Sebastian Roché : Laurent

## Distinctions
Le film a été présenté en sélection officielle en compétition lors de Berlinale 2009.